# Тарханская
Тарха́нская (укр. Тарханська балка, крымскотат. Tarhan yılğası, Тархан йылгъасы) — маловодная балка (река) на северо-востоке Керченского полуострова. Длина 5,0 км, площадь водосборного бассейна 11,8 км², начало балки находится юго-восточнее горы Холодной, на Тарханском грязевулканическом сопочном поле. Течёт, извиваясь, на северо-запад, впадает в бухту Рифов Азовского моря на высоте 0,4 м.
Название балке дано по находившемуся в ней исчезнувшему селу Тархан.